# Municipio de Richland (condado de Gasconade)
El municipio de Richland (en inglés: Richland Township) es un municipio ubicado en el condado de Gasconade en el estado estadounidense de Misuri. En el año 2010 tenía una población de 857 habitantes y una densidad poblacional de 6,39 personas por km².

## Geografía
El municipio de Richland se encuentra ubicado en las coordenadas 38°37′2″N 91°36′5″O / 38.61722, -91.60139. Según la Oficina del Censo de los Estados Unidos, el municipio tiene una superficie total de 134.03 km², de la cual 127,42 km² corresponden a tierra firme y (4,93 %) 6,6 km² es agua.

## Demografía
Según el censo de 2010, había 857 personas residiendo en el municipio de Richland. La densidad de población era de 6,39 hab./km². De los 857 habitantes, el municipio de Richland estaba compuesto por el 98,83 % blancos, el 0,12 % eran afroamericanos, el 0,47 % eran amerindios, el 0,12 % eran de otras razas y el 0,47 % eran de una mezcla de razas. Del total de la población el 0,47 % eran hispanos o latinos de cualquier raza.